# I że ci nie odpuszczę
I że ci nie odpuszczę (ang. Overboard) – amerykańska komedia romantyczna z 2018 roku w reżyserii Roba Greenberga, wyprodukowany przez wytwórnię Lionsgate Films. Remake filmu Dama za burtą z 1987 roku. Główne role w filmie zagrali Eugenio Derbez, Anna Faris, Eva Longoria, John Hannah i Swoosie Kurtz.
Premiera filmu odbyła się 4 maja 2018 w Stanach Zjednoczonych. Miesiąc później, 15 czerwca, obraz trafił do kin na terenie Polski.

## Fabuła
Kate Sullivan (Anna Faris) jest samotną matką, która pracuje na dwie zmiany, prowadzi dom i uczy się do egzaminów, aby dostać wymarzoną pracę. Tymczasem kobieta zostaje zatrudniona do sprzątania jachtu, należącego do playboya. Dziedzic wielkiej fortuny Leonardo Montenegro nie zamierza zapłacić jej ani grosza. Kate dostaje szansę na rewanż, gdy w trakcie imprezy milioner wypada za burtę i traci pamięć. Przekonuje go, że od lat są małżeństwem, klepią biedę i mają trójkę dzieci. Niestety, sytuacja wymyka się spod kontroli, gdy beztroski macho zaczyna doskonale się odnajdywać jako odpowiedzialny tata i kochający mąż.

## Obsada
- Eugenio Derbez[6] jako Leonardo Montenegro
- Anna Faris[6] jako Kate Sullivan
- Eva Longoria[7][5] jako Theresa
- John Hannah[5] jako Colin
- Swoosie Kurtz[5] jako Grace Sullivan
- Mariana Treviño jako Sofia Montenegro
- Cecilia Suárez jako Magdalena Montenegro
- Omar Chaparro jako Burro
- Jesús Ochoa jako Vito
- Mel Rodriguez - Bobby
- Josh Segarra - Jason
- Hannah Nordberg - Emily Sullivan
- Alyvia Alyn Lind - Olivia Sullivan
- Payton Lepinski - Molly Sullivan
- Fernando Luján - Papi
- Cecilia Suárez - Magdalena

i inni.

## Odbiór

### Zysk
Z dniem 1 czerwca 2018 film I że ci nie odpuszczę zarobił 44,1 miliona dolarów w Stanach Zjednoczonych i Kanadzie oraz 26,4 miliona dolarów w pozostałych państwach; łącznie 79,1 miliona dolarów w stosunku do budżetu produkcyjnego 12 milionów dolarów.

### Krytyka
Film I że ci nie odpuszczę spotkał się z mieszaną reakcją krytyków. W serwisie Rotten Tomatoes 29% z sześćdziesięciu dwóch recenzji filmu jest pozytywne (średnia ocen wyniosła 4,3 na 10). Na portalu Metacritic średnia ocen z 26 recenzji wyniosła 42 punkty na 100.

### Nagrody i nominacje
| Rok  | Miejsce                 | Nagroda     | Kategoria                | Odbiorcy i nominowani | Wynik     |
| ---- | ----------------------- | ----------- | ------------------------ | --------------------- | --------- |
| 2018 | Teen Choice Awards 2018 | Teen Choice | Ulubiona komedia         | I że ci nie odpuszczę | nominacja |
| 2018 | Teen Choice Awards 2018 | Teen Choice | Ulubiona aktorka komedii | Anna Faris            | nominacja |
| 2018 | Teen Choice Awards 2018 | Teen Choice | Ulubiony aktor komedii   | Eugenio Derbez        | nominacja |